# Kirsten Sheridan
Kirsten Sheridan (Dublino, 14 luglio 1976) è una regista, sceneggiatrice, montatrice e attrice irlandese.

## Biografia
Cresciuta a Dublino, si è trasferita da ragazza a New York, dove suo padre lavorava come attore e regista teatrale. Suo padre è Jim Sheridan, regista del film Il mio piede sinistro (1989), in cui Kirsten interpreta la parte della sorella di Daniel Day-Lewis. Dopo aver studiato tra New York e Dublino, ha realizzato il cortometraggio Patterns, vincitore di diversi premi internazionali e a cui ha fatto seguito The Case of Majella McGinty, premiato anch'esso in diverse rassegne. Nel 2001 ha girato Disco Pigs, sceneggiato a partire da un testo di Enda Walsh. Il film ha ricevuto alcuni premi, tra cui quello al Giffoni Film Festival. Kirsten è poi tornata a lavorare col padre e con la sorella Naomi per In America - Il sogno che non c'era, film basato sulle memorie della sua famiglia. Con questo film ha ottenuto la nomination ai Premi Oscar nella categoria migliore sceneggiatura. Nel 2007 realizza La musica nel cuore - August Rush, che comprende nel cast Jonathan Rhys Meyers, Robin Williams e Freddie Highmore.
Nel 2012 è la volta di Dollhouse.

## Filmografia

### Regista
- Disco Pigs (2001)
- La musica nel cuore - August Rush (August Rush) (2007)
- Dollhouse (2012)

### Sceneggiatrice
- In America - Il sogno che non c'era (In America) (2002)
- Dollhouse (2012)
- London Town, regia di Derrick Borte (2016)
- Non dire niente (Say Nothing), regia di Michael Lennox, Mary Nighy e Anthony Byrne – miniserie TV, puntate 5-8 (2024)
- Lockerbie - Attentato sul volo Pan Am 103 (Lockerbie: A Search For Truth), regia di Otto Bathurst e Jim Loach – miniserie TV (2025)

### Attrice
- Il mio piede sinistro (My Left Foot), regia di Jim Sheridan (1989)
- The Boxer, regia di Jim Sheridan (1997)